# Aeropuerto Internacional de Moscú-Vnúkovo

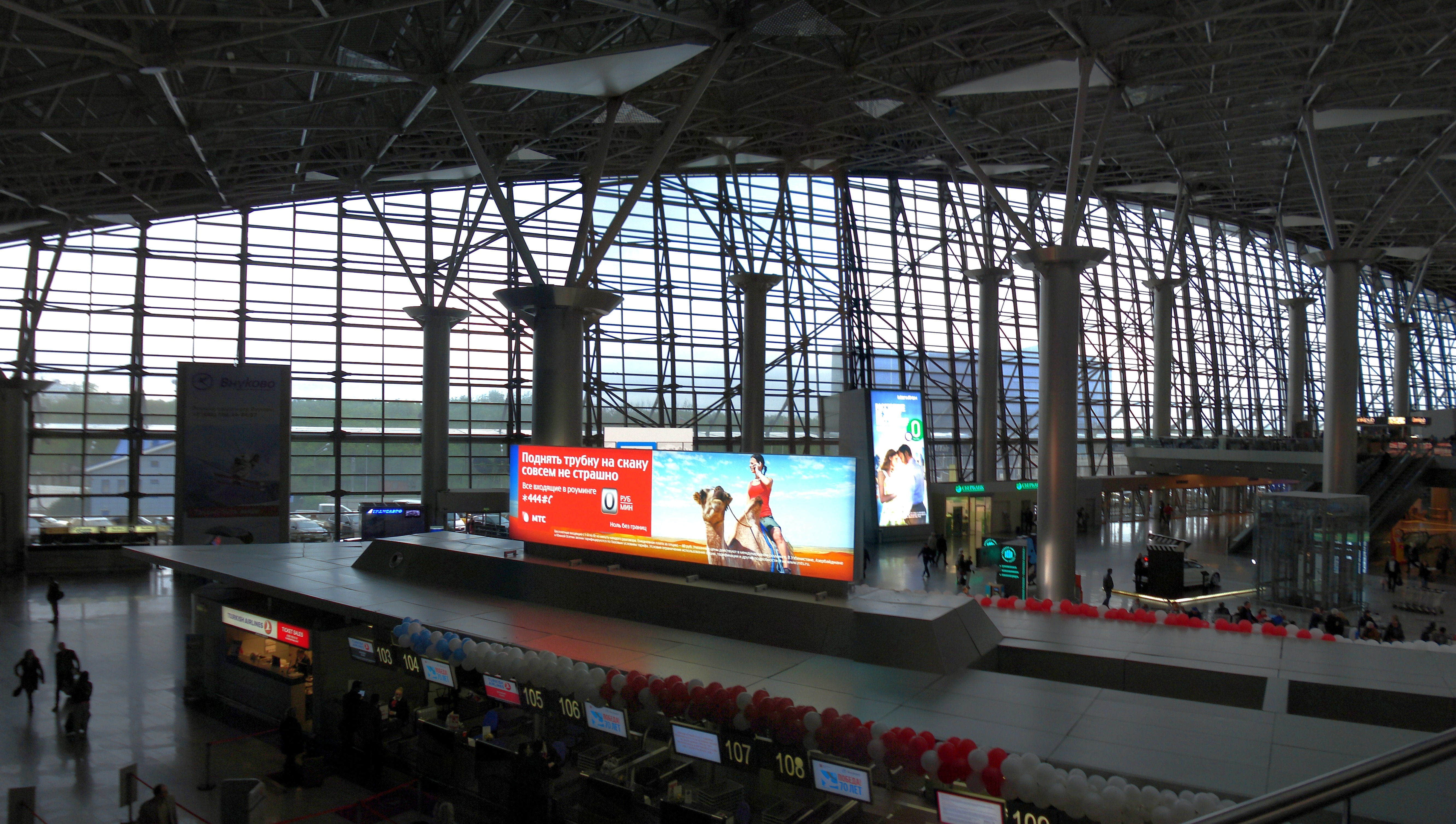
Área de facturación de la Terminal A

El Aeropuerto Internacional de Moscú-Vnúkovo (en ruso Международный аэропорт Москва-Внуково) (IATA: VKO, OACI: UUWW), es un aeropuerto internacional localizado a 28 kilómetros al sudoeste del centro de Moscú, Rusia. Es el tercer gran aeropuerto del área metropolitana de Moscú junto con el Aeropuerto de Moscú-Sheremétievo y el Aeropuerto Internacional de Moscú-Domodédovo. En 2015 el aeropuerto transportó a 15 815 000 pasajeros.
Es el aeropuerto más antiguo aún operativo del área metropolitana de Moscú. Fue construido por el gobierno soviético a partir de 1937, debido al desbordamiento de tráfico del antiguo Aeropuerto Jodynka, situado muy cerca del centro de la ciudad. Fue inaugurado el 1 de julio de 1941.
El espacio aéreo está controlado desde el FIR de Moscú (ICAO: UUWV).

## Pistas
El aeropuerto de Vnúkovo dispone de dos pistas cruzadas de asfalto. Una de ellas, con dirección 06/24, de 3000x60 m (9842x197 pies), tiene un pavimento de tipo 100/R/C/X/T. La otra pista tiene dirección 02/20, mide 3060x60 m (10 039x197 pies) y tiene un pavimento del tipo 50/R/A/W/T. Esta última permanece cerrada desde el año 2005. 
Ambas pistas cuentan con extensiones de seguridad de 10 m en los laterales.

## Terminales

### Vnúkovo 1: Terminales de pasajeros
El complejo Vnúkovo 1 está formado por tres terminales de pasajeros:

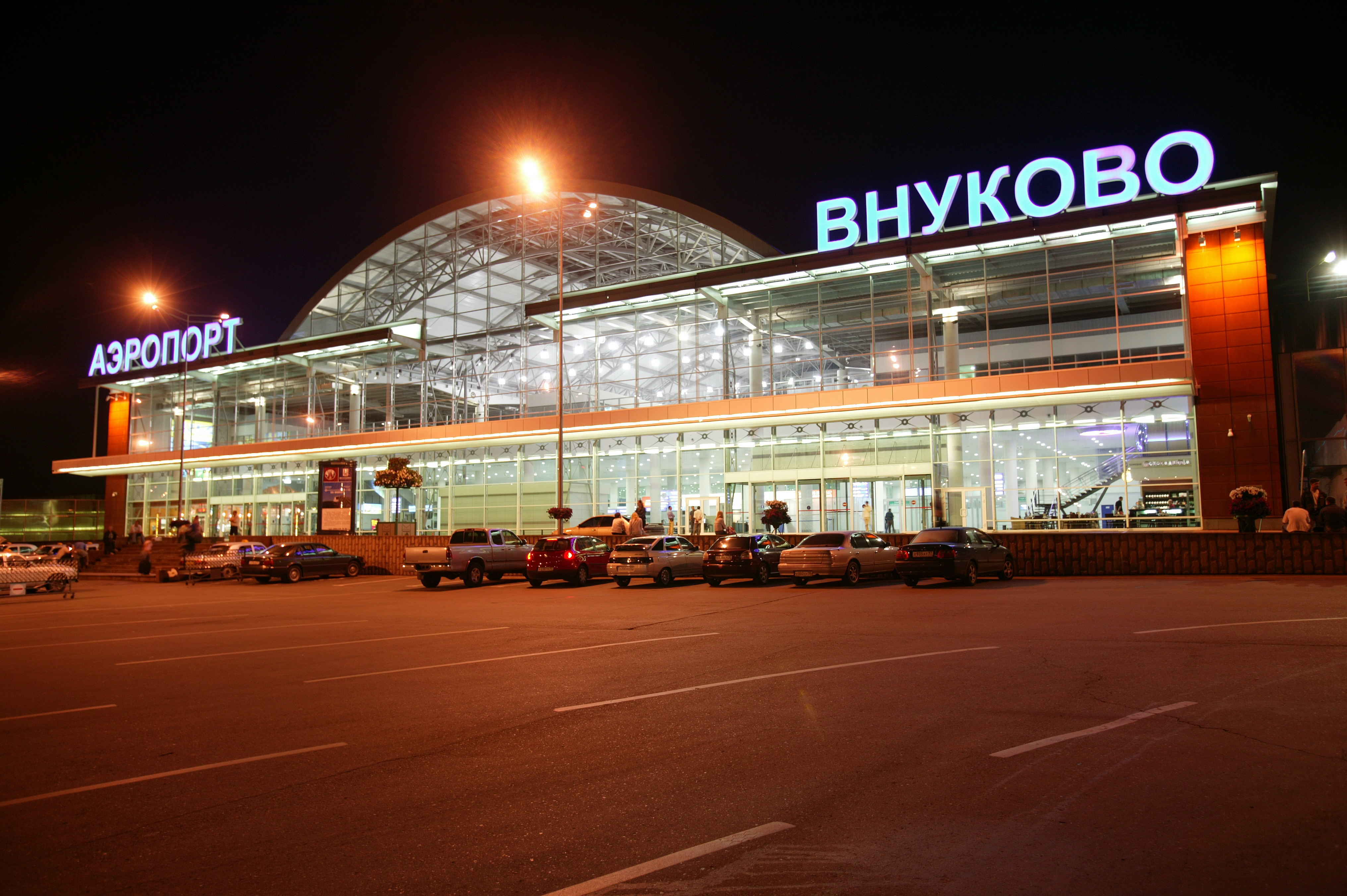
Terminal B

- Terminal BTerminal A: Vuelos nacionales e internacionales
- Terminal B: Vuelos chárter y de bajo costo
- Terminal D: Llegadas nacionales procedentes del Distrito Federal del Cáucaso Norte

### Destinos internacionales
| Ciudades por países    | Nombre del aeropuerto                                   | Aerolíneas                                                                             | Aeronaves           | Frecuencias semanales |
| África                 | África                                                  | África                                                                                 | África              | África                |
| ---------------------- | ------------------------------------------------------- | -------------------------------------------------------------------------------------- | ------------------- | --------------------- |
| Túnez                  |                                                         |                                                                                        |                     |                       |
| Monastir               | Aeropuerto Internacional de Monastir-Habib Bourguiba    | Nouvelair (Estacional) Tunisair (Estacional)                                           | A320-200            |                       |
| Yerba                  | Aeropuerto Internacional de Yerba-Zarzis                | Nouvelair (Estacional)                                                                 | A320-200            |                       |
| Sudamérica             |                                                         |                                                                                        |                     |                       |
| Venezuela              |                                                         |                                                                                        |                     |                       |
| Caracas                | Aeropuerto Internacional de Maiquetía Simón Bolívar     | Conviasa                                                                               | A340-642            |                       |
| Asia                   |                                                         |                                                                                        |                     |                       |
| China                  |                                                         |                                                                                        |                     |                       |
| Sanya                  | Aeropuerto Internacional Sanya Phoenix                  | Azur Air (Chárter Estacional) Utair                                                    | B7x7                |                       |
| Chipre                 |                                                         |                                                                                        |                     |                       |
| Lárnaca                | Aeropuerto Internacional de Lárnaca                     | Azur Air (Chárter Estacional) Pobeda Rossiya (Chárter Estacional)                      | B7x7 B737-800       |                       |
| Pafos                  | Aeropuerto Internacional de Pafos                       | Rossiya (Chárter Estacional)                                                           |                     |                       |
| Emiratos Árabes Unidos |                                                         |                                                                                        |                     |                       |
| Dubái                  | Aeropuerto Internacional de Dubái                       | Azur Air (Chárter Estacional) Flydubai Rossiya (Chárter Estacional)                    | B7x7 B737           |                       |
| India                  |                                                         |                                                                                        |                     |                       |
| Goa                    | Aeropuerto de Dabolim                                   | Rossiya (Chárter Estacional)                                                           |                     |                       |
| Irak                   |                                                         |                                                                                        |                     |                       |
| Bagdad                 | Aeropuerto Internacional de Bagdad                      | Iraqi Airways                                                                          |                     |                       |
| Irán                   |                                                         |                                                                                        |                     |                       |
| Mashhad                | Aeropuerto Internacional de Mashhad                     | Mahan Air (Estacional)                                                                 |                     |                       |
| Teherán                | Aeropuerto Internacional Imán Jomeini                   | Iran Aseman Airlines (Estacional) Mahan Air                                            |                     |                       |
| Kazajistán             |                                                         |                                                                                        |                     |                       |
| Aktau                  | Aeropuerto de Aktau                                     | SCAT Airlines                                                                          |                     |                       |
| Aktobe                 | Aeropuerto Internacional de Aktobe                      | SCAT Airlines                                                                          |                     |                       |
| Shymkent               | Aeropuerto Internacional de Shymkent                    | SCAT Airlines                                                                          |                     |                       |
| Maldivas               |                                                         |                                                                                        |                     |                       |
| Malé                   | Aeropuerto Internacional de Malé                        | Azur Air (Chárter Estacional)                                                          | B757-200            |                       |
| Siria                  |                                                         |                                                                                        |                     |                       |
| Damasco                | Aeropuerto Internacional de Damasco                     | Syrian Air                                                                             |                     |                       |
| Tailandia              |                                                         |                                                                                        |                     |                       |
| Bangkok                | Aeropuerto Internacional Suvarnabhumi                   | Rossiya (Chárter Estacional)                                                           |                     |                       |
| Phuket                 | Aeropuerto Internacional de Phuket                      | Rossiya (Chárter Estacional)                                                           |                     |                       |
| Tayikistán             |                                                         |                                                                                        |                     |                       |
| Dusambé                | Aeropuerto Internacional de Dusambé                     | Utair                                                                                  |                     |                       |
| Turquía                |                                                         |                                                                                        |                     |                       |
| Ankara                 | Aeropuerto Internacional Esenboğa                       | Turkish Airlines                                                                       |                     |                       |
| Antalya                | Aeropuerto de Antalya                                   | Pobeda Rossiya (Chárter Estacional) Royal Flight (Chárter Estacional) Turkish Airlines | B737-800 B7x7       |                       |
| Bodrum                 | Aeropuerto de Bodrum                                    | Azur Air (Chárter Estacional) Pobeda (Estacional)                                      | B7x7 B737-800       |                       |
| Dalaman                | Aeropuerto de Dalaman                                   | Pobeda (Estacional)                                                                    | B737-800            |                       |
| Estambul               | Aeropuerto Internacional de Estambul                    | Turkish Airlines                                                                       |                     |                       |
| Estambul               | Aeropuerto Internacional Sabiha Gökçen                  | Pobeda                                                                                 | B737-800            |                       |
| Gazipaşa               | Aeropuerto de Gazipaşa                                  | Pobeda (Estacional)                                                                    | B737-800            |                       |
| Uzbekistán             |                                                         |                                                                                        |                     |                       |
| Andiyán                | Aeropuerto de Andiyán                                   | Uzbekistan Airways                                                                     |                     |                       |
| Bujará                 | Aeropuerto Internacional de Bujará                      | Utair Uzbekistan Airways                                                               |                     |                       |
| Fergana                | Aeropuerto Internacional de Fergana                     | Utair Uzbekistan Airways                                                               |                     |                       |
| Namangan               | Aeropuerto de Namangan                                  | Uzbekistan Airways                                                                     |                     |                       |
| Navoi                  | Aeropuerto Internacional Navoi                          | Uzbekistan Airways                                                                     |                     |                       |
| Nukus                  | Aeropuerto de Nukus                                     | Uzbekistan Airways                                                                     |                     |                       |
| Samarcanda             | Aeropuerto Internacional de Samarcanda                  | Utair Uzbekistan Airways                                                               |                     |                       |
| Taskent                | Aeropuerto Internacional de Taskent                     | Utair Uzbekistan Airways                                                               |                     |                       |
| Termez                 | Aeropuerto de Termez                                    | Uzbekistan Airways                                                                     |                     |                       |
| Urgench                | Aeropuerto Internacional de Urgench                     | Uzbekistan Airways                                                                     |                     |                       |
| Vietnam                |                                                         |                                                                                        |                     |                       |
| Nha Trang              | Aeropuerto de Cam Ranh                                  | Azur Air (Chárter Estacional)                                                          | B7x7                |                       |
| Europa                 |                                                         |                                                                                        |                     |                       |
| Armenia                |                                                         |                                                                                        |                     |                       |
| Ereván                 | Aeropuerto Internacional de Zvartnots                   | Utair                                                                                  |                     |                       |
| Shirak                 | Aeropuerto de Shirak                                    | Pobeda                                                                                 | B737-800            |                       |
| Alemania               |                                                         |                                                                                        |                     |                       |
| Berlín                 | Aeropuerto de Berlín-Brandeburgo Willy Brandt           | Pobeda Utair                                                                           | B737-800            |                       |
| Colonia/Bonn           | Aeropuerto de Colonia/Bonn                              | Pobeda                                                                                 | B737-800            |                       |
| Karlsruhe              | Aeropuerto de Karlsruhe-Baden Baden                     | Pobeda                                                                                 | B737-800            |                       |
| Leipzig                | Aeropuerto de Leipzig/Halle                             | Pobeda RusLine                                                                         | B737-800 CRJ100/200 |                       |
| Memmingen              | Aeropuerto de Memmingen                                 | Pobeda                                                                                 | B737-800            |                       |
| Múnich                 | Aeropuerto Internacional de Múnich-Franz Josef Strauss  | Utair (Estacional)                                                                     |                     |                       |
| Austria                |                                                         |                                                                                        |                     |                       |
| Salzburgo              | Aeropuerto de Salzburgo                                 | Pobeda (Estacional)                                                                    | B737-800            |                       |
| Innsbruck              | Aeropuerto de Innsbruck                                 | Pobeda (Estacional)                                                                    | B737-800            |                       |
| Viena                  | Aeropuerto de Viena-Schwechat                           | Utair                                                                                  |                     |                       |
| Azerbaiyán             |                                                         |                                                                                        |                     |                       |
| Bakú                   | Aeropuerto Internacional Heydar Aliyev                  | Azerbaijan Airlines Buta Airways Utair                                                 | E1                  |                       |
| Ganyá                  | Aeropuerto de Ganyá                                     | Azerbaijan Airlines Buta Airways Utair                                                 | E1                  |                       |
| Najicheván             | Aeropuerto Internacional de Nakhchivan                  | Utair                                                                                  |                     |                       |
| Lankaran               | Aeropuerto Internacional de Lankaran                    | Azerbaijan Airlines (Estacional)                                                       |                     |                       |
| Qəbələ                 | Aeropuerto Internacional de Qabala                      | Azerbaijan Airlines (Estacional)                                                       |                     |                       |
| Bélgica                |                                                         |                                                                                        |                     |                       |
| Brujas                 | Aeropuerto Internacional de Ostende-Brujas              | Pobeda                                                                                 | B737-800            |                       |
| Bielorrusia            |                                                         |                                                                                        |                     |                       |
| Minsk                  | Aeropuerto Internacional de Minsk                       | Utair                                                                                  |                     |                       |
| Bulgaria               |                                                         |                                                                                        |                     |                       |
| Burgas                 | Aeropuerto de Burgas                                    | Bulgaria Air (Estacional)                                                              |                     |                       |
| Varna                  | Aeropuerto de Varna                                     | Pobeda (Estacional)                                                                    | B737-800            |                       |
| Eslovaquia             |                                                         |                                                                                        |                     |                       |
| Bratislava             | Aeropuerto de Bratislava-Milan Rastislav Štefánik       | Pobeda                                                                                 | B737-800            |                       |
| España                 |                                                         |                                                                                        |                     |                       |
| Barcelona              | Aeropuerto de Barcelona-El Prat                         | Rossiya (Chárter Estacional)                                                           |                     |                       |
| Gerona                 | Aeropuerto de Gerona                                    | Pobeda                                                                                 | B737-800            |                       |
| Reus                   | Aeropuerto de Reus                                      | Pobeda (Estacional)                                                                    | B737-800            |                       |
| Grecia                 |                                                         |                                                                                        |                     |                       |
| Atenas                 | Aeropuerto Internacional Eleftherios Venizelos          | Ellinair (Estacional)                                                                  | A3xxceo             |                       |
| Araxos                 | Aeropuerto de Patras Araxos                             | Ellinair (Estacional)                                                                  | A3xxceo             |                       |
| Heraclión              | Aeropuerto Internacional de Heraclión Nikos Kazantzakis | Ellinair (Estacional) Utair (Estacional)                                               | A3xxceo             |                       |
| Kavala                 | Aeropuerto Internacional de Kavala                      | Ellinair (Estacional)                                                                  | A3xxceo             |                       |
| La Canea               | Aeropuerto Internacional de La Canea                    | Ellinair (Estacional)                                                                  | A3xxceo             |                       |
| Salónica               | Aeropuerto Internacional Macedonia                      | Ellinair Utair (Estacional)                                                            | A3xxceo             |                       |
| Hungría                |                                                         |                                                                                        |                     |                       |
| Budapest               | Aeropuerto de Budapest-Ferenc Liszt                     | Wizz Air                                                                               | A32x                |                       |
| Debrecen               | Aeropuerto Internacional de Debrecen                    | Wizz Air                                                                               | A32x                |                       |
| Italia                 |                                                         |                                                                                        |                     |                       |
| Bari                   | Aeropuerto de Bari                                      | Pobeda                                                                                 | B737-800            |                       |
| Bérgamo                | Aeropuerto de Bérgamo-Orio al Serio                     | Pobeda                                                                                 | B737-800            |                       |
| Catania                | Aeropuerto de Catania                                   | Pobeda                                                                                 | B737-800            |                       |
| Cagliari               | Aeropuerto de Cagliari-Elmas                            | Pobeda (Estacional)                                                                    | B737-800            |                       |
| Génova                 | Aeropuerto de Génova                                    | Pobeda                                                                                 | B737-800            |                       |
| Milán                  | Aeropuerto de Milán-Malpensa                            | Utair                                                                                  |                     |                       |
| Palermo                | Aeropuerto de Palermo-Punta Raisi                       | Pobeda                                                                                 | B737-800            |                       |
| Pisa                   | Aeropuerto de Pisa                                      | Pobeda                                                                                 | B737-800            |                       |
| Roma                   | Aeropuerto de Roma-Fiumicino                            | Pobeda                                                                                 | B737-800            |                       |
| Treviso                | Aeropuerto de Sant'Angelo Treviso                       | Pobeda                                                                                 | B737-800            |                       |
| Rimini                 | Aeropuerto de Rimini                                    | Pobeda (Estacional) Rossiya (Chárter Estacional)                                       | B737-800            |                       |
| Letonia                |                                                         |                                                                                        |                     |                       |
| Riga                   | Aeropuerto de Riga                                      | Pobeda Utair                                                                           | B737-800            |                       |
| Palanga                | Aeropuerto Internacional de Palanga                     | RusLine (Estacional)                                                                   | CRJ100/200          |                       |
| Lituania               |                                                         |                                                                                        |                     |                       |
| Vilna                  | Aeropuerto Internacional de Vilna                       | Utair                                                                                  |                     |                       |
| Moldavia               |                                                         |                                                                                        |                     |                       |
| Chisináu               | Aeropuerto Internacional de Chisináu                    | FlyOne                                                                                 | A3xxceo             |                       |
| Montenegro             |                                                         |                                                                                        |                     |                       |
| Tivat                  | Aeropuerto de Tivat                                     | Pobeda                                                                                 | B737-800            |                       |
| Países Bajos           |                                                         |                                                                                        |                     |                       |
| Eindhoven              | Aeropuerto de Eindhoven                                 | Pobeda                                                                                 | B737-800            |                       |
| República Checa        |                                                         |                                                                                        |                     |                       |
| Karlovy Vary           | Aeropuerto de Karlovy Vary                              | Pobeda                                                                                 | B737-800            |                       |

## Estadísticas

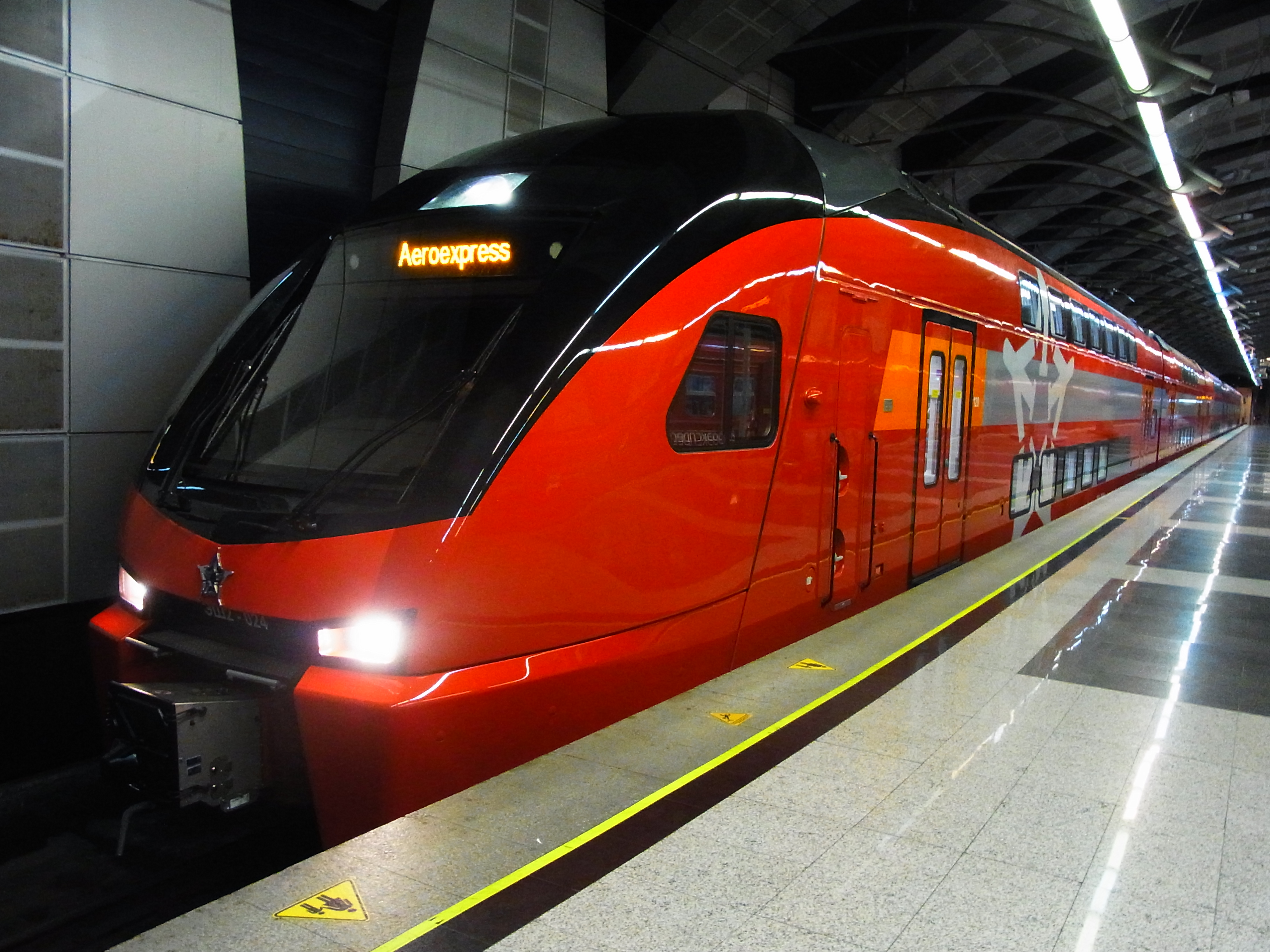
ESh2 "Eurasia" de Aeroexpress en la estación del aeropuerto

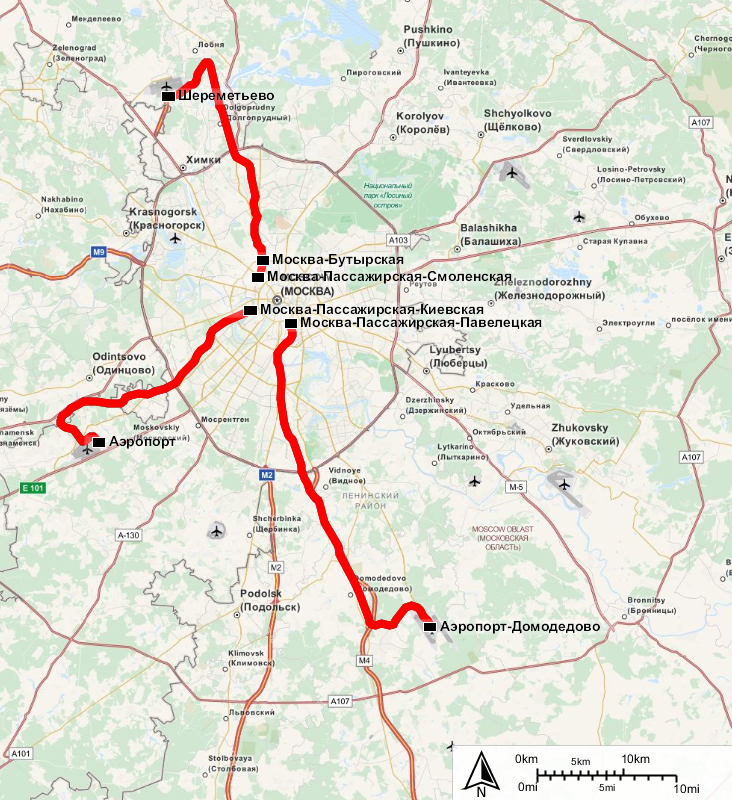
Plano de Aeroexpress en Moscú (mapa interactivo)

Ver fuente y consulta Wikidata.

## Transporte público[6]

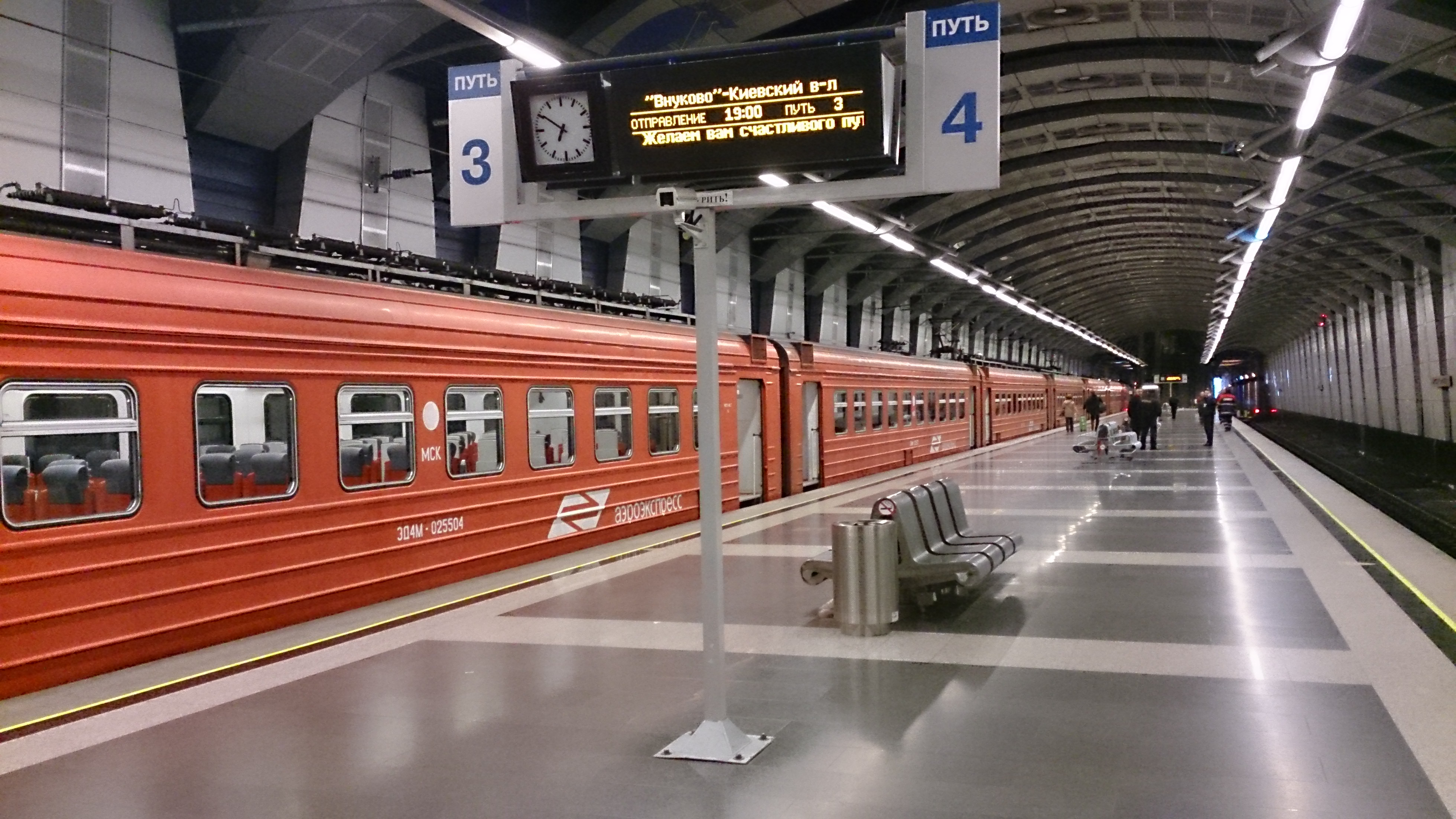
Estación de la lanzadera "Aeroexpress"

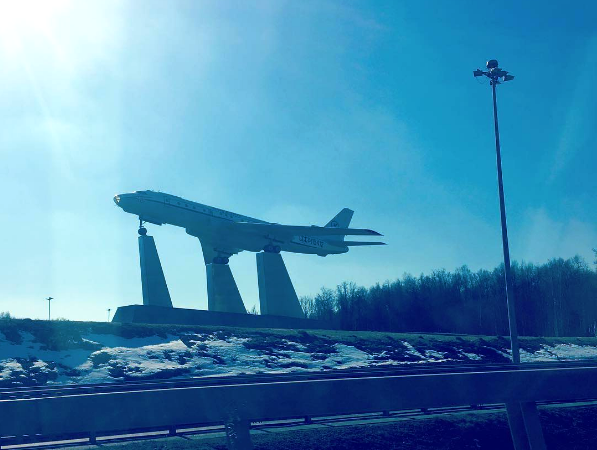
En el camino hacia el aeropuerto de Vnukovo

- Tren lanzadera "Aeroexpress": 35 minutos hasta la estación "Kíyevskaya" en el centro de Moscú

- Autobús: 25-40 minutos hasta la estación de metro "Yugo-Západnaya"
- Microbús: 20-25 minutos hasta la estación de metro "Yugo-Západnaya"